# Кузьмін Йосип Йосипович
Йосип Йосипович Кузьмін (1 червня 1910, місто Астрахань, тепер Російська Федерація — 12 січня 1996, місто Москва) — радянський діяч, голова Державного планового комітету СРСР, 1-й заступник голови Ради міністрів СРСР, голова Державної науково-економічної ради Ради міністрів СРСР, завідувач відділу машинобудування ЦК КПРС, надзвичайний і повноважний посол СРСР у Швейцарії. Член Центральної Ревізійної Комісії КПРС у 1956—1961 роках. Депутат Верховної Ради СРСР 4—5-го скликань.

## Життєпис
Народився в родині службовця.
У 1926—1927 роках — учень столяра Астраханської столярної фабрики. Потім працював мастильником, слюсарем Астраханської міської електростанції.
Член ВКП(б) з 1930 року.
У 1933—1937 роках — студент Військово-електротехнічної академії імені Будьонного.
У 1937—1938 роках — інженер, старший інженер, заступник начальника технічного відділу Московського прожекторного заводу.
У 1938—1939 роках — секретар партійного комітету, партійний організатор Московського прожекторного заводу.
У 1939—1940 роках — відповідальний контролер Комісії партійного контролю при ЦК ВКП(б).
У 1940 році — уповноважений Комісії партійного контролю при ЦК ВКП(б) по Куйбишевській області.
У 1940—1947 роках — заступник голови Комісії партійного контролю при ЦК ВКП(б).
У 1947—1952 роках — член, у 1950—1952 роках — заступник голови Бюро Ради міністрів СРСР по сільському господарству і заготівлях.
У 1952—1954 роках — заступник завідувача, завідувач промислово-транспортного відділу ЦК КПРС.
У 1954—1957 роках — завідувач відділу машинобудування ЦК КПРС.
3 травня 1957 — 20 березня 1959 року — голова Державного планового комітету СРСР.
Одночасно 3 травня 1957 — 31 березня 1958 року — 1-й заступник голови Ради міністрів СРСР. 31 березня 1958 — 20 березня 1959 року — заступник голови Ради міністрів СРСР.
20 березня 1959 — 22 квітня 1960 року — голова Державної науково-економічної ради Ради міністрів СРСР — міністр СРСР.
10 червня 1960 — 19 лютого 1963 року — надзвичайний і повноважний посол СРСР у Швейцарії.
У лютому 1963 — 1972 року — експерт, експерт-консультант Відділу міжнародних економічних організацій Міністерства закордонних справ СРСР.
З 1972 року — персональний пенсіонер союзного значення в Москві.
Помер 12 січня 1996 року. Похований в Москві на Троєкуровському цвинтарі.

## Нагороди
- орден Леніна
- орден Вітчизняної війни І ст.
- орден Червоної Зірки
- орден «Знак Пошани»
- медалі
- надзвичайний і повноважний посол